# Giovanni Perricelli
Giovanni Perricelli, född den 25 augusti 1967 i Milano, är en italiensk före detta friidrottare som tävlade i gång. 
Perricelli tävlade främst på den längre distansen 50 km gång. Hans främsta meriter är silvret från VM i Göteborg 1995 och bronset från EM 1994 i Helsingfors. 
Han blev elva vid Olympiska sommarspelen 1988 och trettonde vid Olympiska sommarspelen 1996.

## Personliga rekord
- 50 km gång - 3:43.55